# Sodišinci
Sodišinci so naselje v Občini Tišina.